# 더 비트 다운 클랜
비트 다운 클랜(Beat Down Clan) 또는 더 BDC(The BDC)는 TNA에서 활동하는 프로레슬링 악역 스테이블이다. 2014년 5월 15일 MVP에 의해 결성되었다가 2015년 7월 8일 해체된다.

## 멤버

### 멤버들
| 현 멤버들   | 날짜                              |
| ----------- | --------------------------------- |
| MVP (리더)  | 2014년 5월 15일 - 2015년 7월 8일  |
| 케니 킹     | 2014년 5월 15일 - 2015년 7월 8일  |
| 바비 레쉴리 | 2014년 5월 14일 - 2015년 1월 16일 |
| 사모아 조   | 2015년 1월 7일 - 2015년 3월 20일  |
| 로우 키     | 2015년 1월 7일 - 2015년 6월 25일  |
| 하머사이드  | 2015년 4월 10일 - 2015년 7월 8일  |
| 헤르난데스  | 2015년 6월 24일 - 2015년 7월 8일  |

## 레슬링
- 레슬링 기술

- - MVP

- -     - 드라이브 바이 킥(런닝 빅 붓 니 폴 리버리지)

- - 사모아 조

- -     - 코키나 클러치 (리어 네이키드 초크), 머슬 버스터

- - 케니 킹

- -     - 로얄 플러쉬(파이어맨즈 캐리 스푼 아웃 숄더 홀드 사이드 슬램)

- - 바비 레쉴리

- -     - 스피어

- - 로우 키

- -     - 워리어스 웨이(다이빙 더블 풋 스톰프)

- - 헤르난데스

- -     - 보더 토스(쓰로윙 크루시픽스 파워밤)

- - 하머사이드

- -     - 그링고 킬라(더블 언더훅 벨리 투 백 파일드라이버)

## 챔피언
- TNA
  - TNA X-디비전 챔피언 (로우 키), (케니 킹) - 2회
  - TNA 월드 헤비웨이트 챔피언십 1회(바비 래쉴리) - 2회